# Hrvatski savez za esperanto
Hrvatski savez za esperanto (esperanto: Kroata Esperanto-Ligo)  udruga je za govornike esperanta, esperantske udruge i prijatelje esperanta. Sjedište udruge se nalazi u Zagrebu. Godine 2008. brojila je 514 članova.

## Povijest
Udrugu su osnovali Danica Bedeković pl. Pobjednička i Mavro Špicer pod nazivom Udruženje hrvatskih esperantista u Zagrebu 1908. godine. Službeno je registrirana 2. siječnja 1909. godine.

## Vanjske poveznice
- Službena web stranica